# Big Nose Kate

Porträt aus dem Jahre 1890

Big Nose Kate, eigentlich Mary Katherine Horony (auch bekannt als Kate Fisher, Kate Elder und Mary Cummings, * 7. November 1849 in Pest, Kaisertum Österreich; † 2. November 1940 in Prescott, Arizona, USA), war eine ungarisch-amerikanische Prostituierte. Sie wurde bekannt als langjährige Begleiterin des Revolverhelden John Henry „Doc“ Holliday. Als Figur der amerikanischen Folklore wurde ihr Leben in verschiedenen Werken verarbeitet.

## Kindheit und Tod der Eltern
Kate war das älteste von elf Kindern des Arztes Mihály Horony und seiner zweiten Frau Katalin Horony (geborene Boldizsár). Sie erhielt eine umfassende Ausbildung, so beherrschte sie Ungarisch, Französisch, Spanisch und Englisch. Ihr Vater war ab 1862 der Leibarzt des späteren mexikanischen Kaisers Maximilian I. Bis 1865 lebte sie in Mexiko-Stadt. Am 26. März 1865 starb ihre Mutter, zwei Monate später ihr Vater. Die verbleibende Familie floh nach der Entmachtung und Hinrichtung Maximilians 1867 nach Davenport in den Bundesstaat Iowa.
Kate und ihre Geschwister kamen in verschiedene Pflegeheime. 1867 kam sie in Pflege bei Otto Smith. Sie floh jedoch im gleichen Jahr mit einem Schiff nach St. Louis im Bundesstaat Missouri. Obwohl sie vom Kapitän des Schiffes als blinder Passagier entdeckt wurde, durfte sie ihre Fahrt fortsetzen. In St. Louis kam sie unter dem Familiennamen des Kapitäns als Kate Fisher in einer Klosterschule unter und schloss dort 1869 eine Ausbildung ab.

## Kate und Doc Holliday
Um 1874 siedelte Kate nach Dodge City in Kansas über, wo sie als Kate Elder auftrat. Sie arbeitete als Prostituierte in einem Bordell, das Nellie „Bessie“ Earp betrieb, die Frau von James Earp, einem weniger bekannten Bruder von Wyatt Earp, Virgil Earp und Morgan Earp. Es ist umstritten, ob Kate damals schon Wyatt Earp kennenlernte oder sogar ein Verhältnis mit ihm hatte. Sie selbst gab später an, ihn erst Jahre später zum ersten Mal gesehen zu haben.
Kate ging dann nach Fort Griffin im Bundesstaat Texas, wo sie Wyatt Earp und John Henry „Doc“ Holliday kennenlernte. Zusammen mit Doc Holliday reiste sie nach Dodge City, wo Wyatt Earp sich niedergelassen hatte, und residierte mit ihm im Dodge House Hotel. Sie verbrachte die nächsten Jahre gemeinsam mit Doc Holliday, zunächst in Dodge, später in Deadwood, South Dakota, in Las Vegas, in New Mexico und in Prescott, Arizona. Im Gebiet von Globe betrieb sie unter dem Namen Big Nose Kate ein Bordell. 1880 lebte sie eine Zeit lang in der damals „boomenden“ Silberstadt Tombstone in Arizona. Dort kam sie als Bordellbetreiberin zu einigem Wohlstand. Doc Holliday stieß im September des gleichen Jahres zu ihr, nachdem er in Tucson eine Glückssträhne im Faro und im Poker hatte.
Als Doc Holliday in Verdacht geriet, an einem Postraub in der Nähe von Tombstone am 15. März 1881 beteiligt gewesen zu sein, machte sie nach einem Streit eine Aussage gegen ihn. Überliefert ist, dass Feinde von Doc Holliday sie erst betrunken machten und dann zu der Aussage überredeten. Aufgrund dieser Aussage wurde Doc Holliday verhaftet und erst wieder freigelassen, als die nüchterne Kate am nächsten Tag die Aussage widerrief.
Big Nose Kate ging zurück nach Globe, hielt aber Kontakt zu Holliday. In Tombstone war sie 1881 Zeugin der Schießerei am O. K. Corral. Nach dem Mord an Morgan Earp folgte sie Doc Holliday nach Colorado, wo dieser in Glenwood Springs starb.

## Späteres Leben
Nach Hollidays Tod heiratete Big Nose Kate den Hufschmied George Cummings, aber ihre Ehe hielt nur ein Jahr. Später ging sie zurück nach Arizona, wo sie bis 1930 als Haushälterin arbeitete. Ihre letzten Jahre verbrachte sie in einem Altenheim in Prescott. Sie starb 1940 und wurde unter dem Namen Mary K. Cummings in Prescott beerdigt.

## Kate über die Schießerei am O. K. Corral
Viele Reporter haben versucht, Kate nach ihrem Leben mit Doc Holliday und nach der Schießerei am O. K. Corral auszufragen, da sie – so wurde es überliefert – aber nichts bezahlen wollten, behielt sie ihr Wissen für sich. Einige Hinweise enthielt ein Brief, den sie 1889 geschrieben hatte. Dort schildert sie, dass sie bis kurz vor der Schießerei mit Doc Holliday in Fly’s Boarding House in der Nähe des O. K. Corral zusammen war und Zeugin der Schießerei gewesen sei. Kates Schilderungen in diesem Brief enthalten Details, die durch historische Recherchen mit den Ereignissen übereinstimmen, so dass ihre Ausführungen als glaubwürdig beurteilt werden.

## Darstellung in Filmen
Big Nose Kate erscheint in mehreren Hollywood-Filmen um die Schießerei am O. K. Corral: Jo Van Fleet spielte sie 1957 in Zwei rechnen ab, Faye Dunaway porträtierte sie 1971 in dem Film Doc, Joanna Pacuła 1993 in Tombstone und Isabella Rossellini 1994 in Wyatt Earp – Das Leben einer Legende.
In dem John-Wayne-Western Die vier Söhne der Katie Elder wurde die titelgebende Figur einer verstorbenen älteren Dame, deren Söhne zu ihrer Beerdigung erscheinen, nach Kate Elder benannt. Ansonsten hat die Handlung des Filmes allerdings wenig mit ihrem Leben zu tun.